# Andrena pectilis
Andrena pectilis là một loài Hymenoptera trong họ Andrenidae. Loài này được LaBerge mô tả khoa học năm 1986.